# Hôtel de Régis
L'Hôtel de Régis est un hôtel particulier de la ville de Nîmes, dans le département du Gard et la région Languedoc-Roussillon. Il est inscrit monument historique depuis 1975.

## Localisation
L'édifice est situé 14 rue du Chapitre.

## Historique
XVIe s. : il est vendu par les Blisson à Jean Baudan, conseiller. Il est appelé Hôtel de Baudan.

1759 : il est revendu à la famille Roviéré de Cabrières.

1809 : il est appelé Hôtel de Brueys (Brueys d'Aigalliers).

1915 : il est appelé Hôtel de Régis, Angracie de Cabrières, ayant épousé Edouard de Régis (1786-1871), ancien officier de l'armée napolitaine. 

## Architecture
Des sculptures Louis XV ornent la façade, en pierre de taille.

La porte est cintrée et surmontée de trois arceaux. Celui du centre a un écusson avec des guirlandes.

Les cinq fenêtres du premier étage sont très décorées.

La cour, pavée de galets (calades), comporte des inscriptions et laisse voir trois tronçons superposés de rampes d'escalier.

L'intérieur renferme encore de belles pièces et salons ornés de riches décors de gypseries notamment.